# غراهام بورنس
غراهام بورنس (بالإنجليزية: Graham Burns)‏ هو راكب الكنو بريطاني، ولد في 22 أغسطس 1966.

## وصلات خارجية
- غراهام بورنس على موقع أوليمبيديا (الإنجليزية)